# Frederick Herzberg
Frederick Irving Herzberg (Lynn, 18 aprile 1923 – Salt Lake City, 19 gennaio 2000) è stato uno psicologo statunitense, divenuto uno dei più influenti nella direzione aziendale.
È famoso soprattutto per aver introdotto il job enrichment e la teoria dei fattori igienico-motivanti. La sua pubblicazione One more time, how do you motivate employees? del 1968 ha venduto 1,2 milioni di ristampe fino al 1987, e fu l'articolo più richiesto dall'Harvard Business Review.

## Biografia
Figlio di Gertrude e Lewis Herzberg, immigrati lituani, frequentò il City College di New York nel 1939. Non concluse gli studi poiché si arruolò nell'esercito. Nel 1944 sposò Shirley Bedell. Durante la seconda guerra mondiale, divenne Patrol Sergeant e fu il primo liberatore ad entrare nel campo di concentramento di Dachau, con il compito di occuparsi della cura di centinaia di deportati. Successivamente terminò gli studi e si diplomò al City College di New York nel 1946. Decise poi di trasferirsi all'Università di Pittsburgh dove ottenne una laurea magistrale in Scienze della Salute Umana. Inoltre prese un dottorato di ricerca incentrato sulla terapia dell'elettroshock.
Herzberg iniziò la sua ricerca sulle organizzazioni negli anni cinquanta, lavorando all'Università dello Utah, dove rimase fino alla pensione. Prima di trasferirsi nello Utah, Herzberg insegnò management al Case Western Reserve University, dove fondò il Dipartimento di salute mentale industriale. Nella sua vita, Herzberg ha fornito consulenze per molte organizzazioni, sia per gli Stati Uniti che per governi esteri. La sua attività si è svolta al servizio delle principali società mondiali, tra le quali l'IBM, la Bristish Petrolium, la General Motors, l'AT&T. Ha un figlio che attualmente vive a New York.

## Fattori igienici e fattori motivanti
Lo psicologo, nella metà del secolo scorso, condusse una ricerca utilizzando un campione di 200 professionisti tra ingegneri e contabili nella zona di Pittsburgh, Pennsylvania. La domanda posta ai soggetti esaminati era quella di raccontare degli eventi che li avevano fatti sentire soddisfatti o insoddisfatti nell'ambito professionale. Herzberg giunge a concludere, in ragione alle caratteristiche degli eventi emersi, innanzitutto che soddisfazione e insoddisfazione sono tra loro indipendenti e si fondano su fattori differenti. In secondo luogo deduce che gli elementi che generano insoddisfazione sono connessi ad esempio alle relazioni orizzontali e verticali nell'azienda, alla retribuzione, alla sicurezza personale data dalle regole interne. Essa è dunque collegata al campo del contesto organizzativo. Herzberg denomina questi come fattori igienici, ossia elementi che, se presenti, eliminano l'insoddisfazione ma non creano soddisfazione.
Egli deduce poi che gli elementi che generano soddisfazione riguardano i risultati intrinseci del lavoro come ad esempio il raggiungimento di un obiettivo difficile, il riconoscimento, la promozione, la responsabilità, una qualifica ottenuta, la professionalità e la crescita di carriera. Herzberg denomina quest'altri come Fattori Motivanti, i quali sono fonti di soddisfazione ma l'assenza di essi non causa l'insoddisfazione. La presenza di questi fattori quindi genera un atteggiamento positivo nei confronti del lavoro, portando ad una maggiore motivazione e produttività sul lavoro. Lo psicologo inoltre sostiene che esista una posizione “zero” nella quale non sono presenti ne la soddisfazione e nemmeno l'insoddisfazione.
Questa posizione potrebbe verificarsi ad un lavoratore appartenente ad un'organizzazione che si trova a svolgere il proprio lavoro in condizioni accettabili, con un superiore discreto e una giusta paga, al quale però vengono assegnate mansioni monotone senza la possibilità di avere una promozione. In una tale situazione i fattori igienici sono presenti, mentre mancano quelli Motivanti, perciò il lavoratore non è insoddisfatto della sua situazione lavorativa, ma non può neanche ritenersi soddisfatto in quanto vengono a mancare la motivazione e il riconoscimento. Herzberg con la teoria dei due fattori ha contribuito a migliorare il rapporto tra datore di lavoro e dipendenti focalizzandosi sulle esigenze dei lavoratori e dimostrando come tenere alta la motivazione grazie a fattori che influiscono sulla soddisfazione.